# Le Parc de l'horreur
Le Parc de l'horreur (One Day at Horrorland) est un roman d'horreur de la série Chair de poule, écrit par R. L. Stine.
Dans l'édition française Bayard Poche, Le Parc de l'horreur est le 25e livre de la série Chair de poule. Il est traduit de l'américain par Marie-Hélène Delval.

## Le livre originel
Le titre original de ce livre est One Day at Horrorland (littéralement Un jour à Horreurland, ou Un jour au parc de l'horreur). Dans l'édition américaine, ce livre est le 16e de la série Goosebumps, écrite par R. L. Stine. Il est constitué de 29 chapitres.

## Description de la couverture du livre français
On voit au bas de l'image un parc d'attraction, au milieu d'arbres et de sapins, d'apparence normale - une grande roue, un château médiéval, une sorte de montagnes russes…
Derrière, debout, surplombant tout le Parc, se tient un monstre à fourrure verte, avec des cornes et des yeux rouges. Ses bras levés se terminent par des "mains" griffues ; il ouvre la bouche et laisse ainsi voir des dents blanches et pointues, et son "nez" ressemble à un petit groin de cochon.
Toute cette scène se déroule sous un ciel qui, de bas en haut, vire du rose au noir, en passant par le bleu foncé.

## Résumé
La famille Morris se compose du père, de la mère, de Lise (la protagoniste) et de Luc (son petit frère). Ce jour-là, ils partent tous en voiture avec Matthieu (un copain de Luc) pour aller au zoo. Mais ils se perdent dans une sorte de grand désert. C'est alors que Lise aperçoit une affiche publicitaire : « Bienvenue au Parc de l'Horreur où vos pires cauchemars deviennent réalité ! (2 km) ». Les Morris décident d'aller faire un tour à ce parc d'attractions.
Mais les attractions (qui s'avèrent douteuses et dangereuses) sont précédées de sévères mises en garde. Des loups-garous croisent leur chemin au sein même du parc. Et plus stupéfiant encore, le parc est tenu par des monstres ! Ces monstres se disent être les « Horreurs ». Les Morris savent bien que ce ne sont que des employés déguisés... Mais au fur et à mesure, les enfants en doutent.

## Remarques
- Le texte du livre français est imprimé plus gros que les autres, ce qui donne l'impression que "Le parc de l'horreur" est le plus long de la série. Mais si on met le texte à la même taille que celle des autres, c'est bel et bien Prisonniers du miroir qui est le plus long.
- Ce livre a eu son adaptation dans la série télévisée Chair de poule. Il a eu une suite (toujours dans la même série, et du même auteur) : Retour au Parc de l'Horreur.